# Sarah Siddons
Sarah Siddons (roj. Kemble), britanska gledališka igralka, * 5. julij 1755, Brecon, Wales, † 8. junij 1831, London, Anglija.
Posebej znana je bila po svojih tragičnih vlogah. Njena najodmevnejša vloga je bila Lady Macbeth iz Shakespearove tragedije Macbeth, s katero se je poistovetila.
Leta 1952 je bila v čast igralki ustanovljena nagrada Sarah Siddons, ki jo po njej poimenovano društvo vsako leto podeljuje vidnim igralkam.